# Holdcsomópontok
A holdcsomópontok a Hold pályájának az ekliptikával  való kereszteződései.
Azt az ekliptikai metszéspontot, melyen áthaladva a Hold az ekliptika fölé jut, északi vagy felszálló csomópontnak nevezik. Egyéb nevek: sárkányfej, Rahu, anabibazon (a görög ἀναβολή — emelkedés + βασις — alap szavakból). Jele: ☊
Az ezzel szemben álló metszéspontot, amelyen áthaladva a Hold az ekliptika alá kerül, déli vagy leszálló csomópontnak nevezik. Egyéb nevek: sárkányfarok, Ketu, katabibazon (a görög καταβολή — esés + βασις — alap szavakból). Jele: ☋
A precesszió miatt a holdpálya csomói az ekliptika mentén mozognak, egy teljes kört 18,612958 év vagy 6798,3835 nap alatt megtéve (sárkányidőszak). A csomópontok a bolygómozgások irányával ellentétesen, az állatövi jegyek fokain visszafelé haladnak.
Azt az időintervallumot, amelyre a Holdnak van szüksége, hogy ugyanarra a (felszálló vagy leszálló) csomópontra jusson, sárkányhónapnak nevezzük, ez 27,2122204 nap. Analóg módon azt az időt, amelyre a Napnak van szüksége, hogy a holdpályának ugyanarra pontjára jusson az ekliptikán való haladásakor, sárkányévnek nevezzük, ami 346,620047 nap.
Napfogyatkozás és holdfogyatkozás csak akkor következhet be, amikor a Hold pályának valamelyik csomópontján halad át.

## Fordítás
- Ez a szócikk részben vagy egészben  a(z)   Узлы_Луны című orosz Wikipédia-szócikk fordításán alapul.  Az eredeti cikk szerkesztőit annak laptörténete sorolja fel. Ez a jelzés csupán a megfogalmazás eredetét és a szerzői jogokat jelzi, nem szolgál a cikkben szereplő információk forrásmegjelöléseként.